# 蘭嶼海桐
蘭嶼海桐（学名：Pittosporum moluccanum）为海桐科海桐屬下的一个种。